# Kingston (Ilha Norfolque)
Kingston (pronunciado em inglês: [ˈkɪŋstən]; em norfolquino: Daun a'Taun) é a capital do território ultramarino australiano da Ilha Norfolque.

## História
A ocupação do território é marcada pela chegada do Tenente Philip Gidley King e de 22 colonos em 6 de março de 1788, pouco depois da ocupação britânica na colônia de Nova Gales do Sul.